# Relaciones Siria-Venezuela
Las relaciones Siria-Venezuela se refieren a las relaciones internacionales que existen entre Siria y Venezuela. Las relaciones diplomáticas entre Venezuela y Siria datan de más de 75 años, durante los cuales el respeto a la autodeterminación de los pueblos y a la soberanía, la cooperación y la solidaridad han sido fundamentales.

## Historia
La migración siria a Venezuela se inició hacia finales del siglo XIX, cuando miles de cristianos y judíos sirios llegaron escapando de la caída de los últimos años de existencia del Imperio otomano. Desde entonces, el flujo de personas entre Siria y Venezuela ha sido constante.
La enorme migración siria a Venezuela tuvo lugar durante el boom petrolero de la década de 1950. Casi todos los pueblos y aldeas que no habían tenido colonos sirios de las primeras inmigraciones, que comenzaron a fines de la década de 1880, ahora tienen al menos una familia siria. Se han unido a los aproximadamente 500 000 inmigrantes anteriores y sus descendientes, reforzando la cultura árabe entre la antigua comunidad siria que había sido casi totalmente asimilada.
Posteriormente, algunos miembros de la comunidad sirio-venezolana han migrado a Siria, principalmente a la ciudad de Sweida, la cual es conocida como la «pequeña Venezuela»
En 2015, Nicolás Maduro anunció su intención de ofrecele asilo a 20 000 sirios y la prestación de apoyo al líder Bashar al-Asad en la guerra civil siria.
El 29 de julio de 2019, durante la crisis presidencial de Venezuela, la representación de Siria ante las Naciones Unidas se unió a una declaración conjunta, dirigida al secretario general António Guterres, en apoyo al gobierno de Nicolás Maduro.